# Бистрий (доплив Тур'ї)
Бистрий — струмок в Україні, у Мукачівському й Перечинському районах Закарпатської області. Ліва притока Тур'ї (басейн Дунаю).

## Опис
Довжина струмка приблизно 8,9 км.

## Розташування
Бере початок на східних схилах гори Плішки (860 м). Тече переважно на північний захід через Тур'я-Бистру і впадає у річку Тур'ю, ліву притоку Ужа. 
Струмок перетинає автомобільна дорога Т 0712 і газопровід Уренгой — Помари — Ужгород.